# Sonant
Ein Sonant (lateinisch sonare ‚klingen‘) ist ein stimmhafter Sprachlaut, der einen Silbenkern bildet. Es ist eine funktionelle Bezeichnung, das heißt keine Eigenschaft des Lautes an sich, sondern abhängig von der jeweiligen Rolle. Ein Laut kann in einem Wort ein Sonant und in einem anderen ein Konsonant sein.
Beispiel: [i] ist im Deutschen im Wort „Idiot“ ([iˈdi̯oːt]) beim ersten Mal Sonant, beim zweiten Mal nicht. [r], normalerweise als Konsonant betrachtet, ist in „Brrr!“ ein Sonant.
Laute, die einen Silbenkern bilden können, werden als silbisch bezeichnet.
Laute der folgenden Sprachlautklassen können Sonanten sein:
- Vokale
- Liquide
- Nasale
- Gleitlaute

Nicht zu verwechseln ist der Begriff des Sonanten mit dem des Sonoranten, der sich auf eine bestimmte Artikulationsart bezieht.